# Český Těšín
Český Těšín (tysk: Teschen, polsk: Czeski Cieszyn) er en by i det østlige Tjekkiet. Den ligger i Karviná distriktet i Mähren ved grænsen til Polen. Český Těšín har 23.282 (2024) indbyggere og er en af de vigtigste valfartsbyer i Tjekkiet. Den udgør den tjekkiske del af den tjekkisk-polske dobbeltby Český Těšín – Cieszyn.

## Geografi
Byen ligger i de schlesiske forbjerge, en nordlig udløber af Beskiderne. Begge bjergkæder ligger i den vestlige del af Karpaterne. Český Těšín er grænseby til Polen og over til den polske bydel Cieszyn er der tre broer med grænseovergange. Oder bifloden Olše udgør grænsen. Selv om den ligger i den yderste udkant af Tjekkiet er byen velforsynet med adgangsveje. Hovedveje og jernbaner forbinder byen med nabobyerne Ostrava og Frýdek-Místek. Europavej 75 fører til Slovakiet.

## Historie
Byen Teschen var oprindelig residensby for hertugdømmet Cieszyn og tilhørte fra 1742 det Habsburgske Schlesien. Efter 1. verdenskrig blev området delt mellem Polen og Tjekkoslovakiet. To dage efter indgåelsen af Münchenaftalen den 2. oktober 1938 blev byen besat af polske tropper. Efter at Polen i 1939 var blevet besat af tyske tropper fik byen sit tyske navn tilbage og blev hovedby i landkreds Teschen, som blev en del af provinsen Schlesien. Efter 2. verdenskrig blev byen delt på ny.
Se også Cieszyn

## Bydele
Český Těšín (Tschechisch-Teschen), Dolní Žukov (Niederzukau), Horní Žukov (Oberzukau), Koňákov (Konakow), Mistřovice (Mistrzowitz), Mosty, Stanislavice (Stänzelsdorf)

## Kendte personer fra byen
- Walter Broßmann (1882–1948), østrigsk arkitekt
- Viktor Ullmann (1898-1944), jødisk komponisk, som døde i Auschwitz
- Josef Koždoň, borgmester 1923-1938
- Terry Haass (* 1923), fransk malerinde og grafiker af tjekkisk afstamning
- František Vláčil (1924-1999), tjekkisk filminstruktør
- Jaromír Hanzlík (* 1948), tjekkisk skuespiller